# Kyp Malone

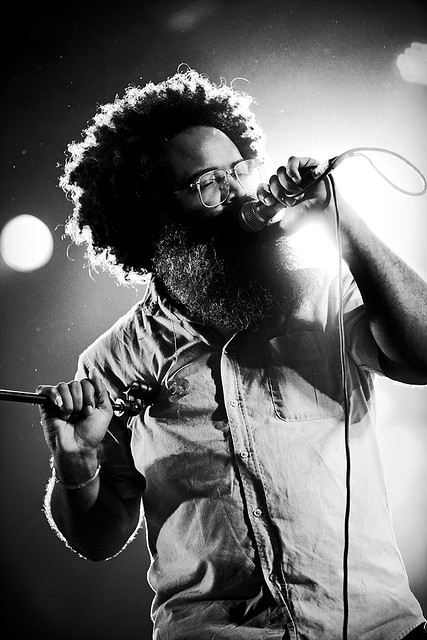
Kyp Malone, 2009

David Kyp Joel Malone conhecido como Kyp Malone é vocalista e multi-instrumentista, membro das bandas TV on the Radio e Iran.
Kyp Malone está no TV on the Radio desde 2003. Paralelamente, Kyp Malone está preparando um álbum contra os banqueiros de Wall Street em apoio ao movimento Occupy, que já se espalhou por diversas cidades no mundo inteiro.

## Discografia
TV on the Radio
- Young Liars (EP/2003)
- Desperate Youth, Blood Thirsty Babes (2004)
- New Health Rock (EP/2004)
- Return to Cookie Mountain (2006)
- Dear Science (2008)
- Nine Types of Light (2011)